# Hélène Basch
Pour les articles homonymes, voir Basch.
Hélène Basch, née Ilona Fürth le 29 mars 1863 à Budapest, et morte le 10 janvier 1944 à Neyron est l'épouse de Victor Basch, fondateur de la Ligue française pour la défense des droits de l'homme et du citoyen. Elle est exécutée sommairement avec son mari (qu'elle n'avait pas voulu quitter) par la Milice française, le 10 janvier 1944 à Neyron, dans l'Ain.

## Biographie
Hélène Basch, née Ilona Fürth, est né le 29 mars 1863 à Budapest.

### Famille
Elle se marie le 7 novembre 1885, au temple de Pest, avec Victor Basch. Hélène et Victor habitent au 8 rue Huysmans dans le 6e arrondissement de Paris, de 1913 à 1940.
Elle a eu cinq enfants avec Victor Basch :
- Lucien ;
- Fanny ;
- Suzanne ;
- Yvonne (1889 - 1975)[2], épouse du sociologue Maurice Halbwachs (né en 1877 et mort en déportation à Buchenwald le 16 mars 1945) ;
- Georges, époux de Marianne, médecin gynécologue, lui même médecin, engagé volontaire, se suicide au lendemain de la demande d’armistice le 20 juin 1940. ils ont pour fille Françoise Basch, universitaire et féministe.

### Mort
En janvier 1944, la milice de Lyon, repère Victor Basch à Caluire-et-Cuire. Le 10 janvier 1944, une dizaine de miliciens (dont Joseph Lécussan et Paul Touvier) ainsi que le lieutenant Moritz de la Gestapo, arrêtent Victor Basch et son épouse Hélène, âgée de 80 ans, qui refuse de laisser son époux. Joseph Lécussan racontera par la suite : « Moritz jugea Victor Basch trop âgé pour pouvoir l'arrêter, et nous décidâmes de l'exécuter ». Le couple est emmené à Neyron (Ain) par plusieurs miliciens, où ils sont exécutés de plusieurs coups de feu. Selon leur dire, c'est Henri Gonnet qui a exécuté Hélène Basch de deux balles.
L'ancien chauffeur de Paul Touvier, Jean-Lucien Feuz, rapporte les paroles de ce dernier après l'assassinat du couple Basch : « Nous les avons eus, ces sales Juifs. » .
Hélène Basch et son mari sont enterrés à la nécropole nationale de la Doua, à Villeurbanne.